# FBXO31
FBXO31‏ (F-box protein 31) هوَ بروتين يُشَفر بواسطة جين FBXO31 في الإنسان.